# فورت سنویل
فورت سنویل (انگلیسی: Fort Senneville) یکی از بی‌نظیر و قوی‌ترین مناطق تاریخی مونترال استان کبک است که توسط کاناداییان فرانسوی به عنوان فرانسه نو در نزدیکی سنت آن دوبلوو کبک تأسیس و ساخنه شده‌است.